# По кругу
«По кругу» (серб. Кругови, сербохорв. Krugovi) — кинофильм режиссёра Срджана Голубовича, вышедший на экраны в 2013 году. Лента выдвигалась от Сербии на премию «Оскар» за лучший иностранный фильм, однако не была номинирована. Сюжет ленты основан на биографии сербского солдата Срджана Алексича (1966—1993).

## Сюжет
Действие начинается в боснийском городке Требине в 1993 году, в разгар Боснийской войны. Молодой сербский солдат Марко приезжает на несколько дней на родину. Когда он приходит со своим другом — врачом Небойшей — на городскую площадь, трое сербов по надуманному поводу принимаются избивать мусульманина Хариса, продавца киоска. Марко заступается за невинного человека. Хотя нам не показывают, что произошло дальше, из развития сюжета постепенно становится ясно, что Марко погибает в этой стычке.
Проходит 12 лет. Харис переехал в Германию и счастливо живёт с женой и двумя дочерьми, однако прошлое не отпускает его. Поэтому, когда с ним связывается Нада, бывшая невеста Марко, скрывающаяся от мужа-садиста, он решает во что бы то ни стало помочь ей. Небойша работает хирургом в белградской больнице. Когда к нему поступает один из убийц Марко, получивший тяжёлые травмы в результате аварии, врач оказывается перед дилеммой: помогать или нет ненавистному человеку. Наконец, Ранко, отец Марко, должен решить, как относиться к явившемуся к нему юному Богдану, сыну одного из убийц. Произошедшее много лет назад становится поворотным пунктом в жизни всех участников тех событий...

## В ролях
- Александр Берчек — Ранко
- Леон Лучев — Харис
- Небойша Глоговац — Небойша
- Никола Ракочевич — Богдан
- Христина Попович — Нада
- Борис Исакович — Тодор
- Вук Костич — Марко
- Деян Чукич — муж Нады
- Гено Лехнер — Андреа

## Награды и номинации
- 2013 — приз экуменического жюри на Берлинском кинофестивале.
- 2013 — специальный приз жюри кинофестиваля «Сандэнс».
- 2013 — приз «Золотой абрикос» за лучший фильм на Ереванском кинофестивале.
- 2013 — приз зрительских симпатий за лучший фильм на Сараевском и Софийском кинофестивалях.
- 2013 — приз за лучшую режиссуру на кинофестивале в Бари.
- 2013 — специальное упоминание на Таллиннском кинофестивале.
- 2013 — номинация на премию «Спутник» за лучший международный фильм.
- 2013 — участие в основной конкурсной программе кинофестиваля в Сиэтле.